# Rejon opoczecki
Rejon opoczecki (ros. Опочецкий район) – rejon na północnym zachodzie europejskiej części Federacji Rosyjskiej, w obwodzie pskowskim.
Rejon leży w południowo-zachodniej części obwodu i zajmuje powierzchnię 2036 km². Obszar ten zamieszkuje 23 200 osób (2005 r.).
Ośrodkiem administracyjnym rejonu jest miasto Opoczka, liczące 13 054 mieszkańców (2008 r.).

## Geografia
Powierzchnia 2036 km ². Główne rzeki – Wielikaja, Issa.

## Historia
Rejon powstał 1 sierpnia 1927 r.

## Demografia
Rejon zamieszkuje 20,8 tysięcy osób (2010), w tym na obszarach miejskich (w mieście Opoczka) zamieszkują 12,9 tysiąca osób (2009). W rejonie znajduje się 520 osad.